# Административные округа Северного Рейна-Вестфалии
Административные округа Северного Рейна—Вестфалии (нем. Regierungsbezirke) — это крупные территориальные административные единицы управления землёй Северный Рейн-Вестфалия. Они являются связующим звеном между земельным правительством и исполнительными органами земельной власти, с одной стороны, и более мелкими административными единицами (правительствами районов и коммунами) — с другой стороны.

## Организация
Система административного управления в земле Северный Рейн-Вестфалия регулируется специальном сводом законов. Округа являются средним управленческим звеном. Вся земля Северный Рейн-Вестфалия разделена на пять крупных административных округов. Каждый округ управляется окружным правительством (Bezirksregierung) во главе с окружным президентом (Regierungspräsident).
| Крупные административные округа земли Северный Рейн-Вестфалия | Крупные административные округа земли Северный Рейн-Вестфалия | Крупные административные округа земли Северный Рейн-Вестфалия | Крупные административные округа земли Северный Рейн-Вестфалия | Крупные административные округа земли Северный Рейн-Вестфалия | Крупные административные округа земли Северный Рейн-Вестфалия | Крупные административные округа земли Северный Рейн-Вестфалия |
|                                                               | № округа                                                      | Название округа                                               | Количество жителей (31 декабря 2009)                          | Административный центр                                        | Окружной президент                                            | партия                                                        |
| ------------------------------------------------------------- | ------------------------------------------------------------- | ------------------------------------------------------------- | ------------------------------------------------------------- | ------------------------------------------------------------- | ------------------------------------------------------------- | ------------------------------------------------------------- |
|                                                               | 1                                                             | Арнсберг                                                      | 3 676 032                                                     | Арнсберг, Хохзауэрланд                                        | Герд Боллерманн (Gerd Bollermann)                             | СДПГ                                                          |
|                                                               | 2                                                             | Детмольд                                                      | 2 043 212                                                     | Детмольд, Липпе                                               | Марианна Томанн-Шталь (Marianne Thomann-Stahl)                | СвДП                                                          |
|                                                               | 3                                                             | Дюссельдорф                                                   | 5 172 839                                                     | Дюссельдорф                                                   | Анна Люткез (Anne Lütkes)                                     | Союз 90/Зелёные                                               |
|                                                               | 4                                                             | Кёльн                                                         | 4 383 044                                                     | Кёльн                                                         | Гизела Вальзкен (Gisela Walsken)                              | СДПГ                                                          |
|                                                               | 5                                                             | Мюнстер                                                       | 2 597 636                                                     | Мюнстер                                                       | Петер Пацёрек (Peter Paziorek)                                | ХДС                                                           |